# Martin XP2M / P3M
El P3M Martin fue un hidroavión estadounidense de ala parasol, bimotor de carlinga abierta y cola de doble deriva desarrollado y producido por la firma Glenn L. Martin Company en la década de 1930.

## Historial
En 1929, la Armada estadounidense encargó al constructor aeronáutico, Glenn L. Martin el desarrollo de un hidroavión de patrulla a partir del P1M Martin, un hidroavión que ya había sido construido por la Naval Aircraft Factory, bajo licencia con discretos resultados.
El P1M, primer prototipo era un biplano de mediana envergadura de 22 m, con 14 m de longitud y un peso en vacío de solo 3,9 t. Estaba propulsado con dos motores Wright Cyclone de 525 cv cada uno, una versión llamada P2M que muy similar estaba propulsado por motores WC de 575 cv cada uno. En ambos casos la carlinga era abierta. De esta última versión la Glenn L. Martin realizó ingeniería inversa para desarrollar el prototipo P3M.
Los primeros nueve P3M-1 no estuvieron listos hasta 1931. Eran hidroaviones de ala parasol con bastidores (muy semejante al CANT Z.501) de carlinga abierta (algunos casos fueron cerradas) propulsados con dos motores Pratt & Whitney de 450 cv, con una longitud de 18,8 m y una envergadura de 30,5 m. El peso en vacío fue de 4.53 t y poseía una doble cola o doble deriva sobremontados en una cola única.
Estos hidroaviones causaron buena impresión en la Armada por sus prestaciones y algunas unidades permanecieron en servicio hasta la entrada de la Segunda Guerra Mundial en patrullaje costero cercano.
El éxito de estos pequeños hidroaviones motivó en 1937 el desarrollo y producción del Martin PBM Mariner.